# Claes de Vreese
Claes Holger de Vreese is een Deense hoogleraar in Politieke Communicatie aan de Amsterdam School of Communication Research (ASCoR) aan de faculteit van Communicatiewetenschap, Universiteit van Amsterdam. Hij is tevens verbonden aan de Universiteit van Zuid-Denemarken. De Vreese is de oprichter en directeur van het Center for Politics and Communication. Daarnaast is hij een gekozen lid van de Koninklijke Nederlandse Akademie van Wetenschappen (KNAW) en de voorzitter van de KNAW Social Science Council. Tussen 2003 en 2013 was hij de directeur van ASCoR en de Netherlands School of Communication Research (NeSCoR).

## Onderzoek
De onderzoeksinteresses van De Vreese zijn onder andere vergelijkend journalistiek onderzoek, publieke opinie en Europese integratie, de effecten van nieuws en de effecten van informatie en campagnes op verkiezingen, referenda en directe democratie.
De Vreese heeft 150+ artikelen gepubliceerd in intercollegiaal getoetste wetenschappelijke tijdschriften, onder andere in: Communication Research, European Journal of Political Research, European Union Politics, International Journal of Public Opinion Research, Journal of Communication, Journal of Politics, Political Communication, Public Opinion Quarterly en West European Politics.
Sinds 2014 is hij de hoofdredacteur van Political Communication.

## Onderscheidingen
Onderzoeken van De Vreese zijn gesubsidieerd door onder andere de Veni- en Vici-beurzen van de Nederlandse Organisatie voor Wetenschappelijk Onderzoek. Daarnaast heeft hij beurzen ontvangen van het European Research Council (ERC) en EU onderzoeksprogramma’s. Tot slot heeft De Vreese voor zijn onderzoeken onderscheidingen ontvangen van de International Communication Association, de Danish Science Foundation en de Noorse Holberg Foundation.